# ماكيتو يوشيدا
ماكيتو يوشيدا (باليابانية: 吉田 眞紀人) (مواليد 20 أكتوبر 1992)، هو لاعب كرة قدم ياباني سابق كان يلعب كمهاجم.

## وصلات خارجية
- ماكيتو يوشيدا على موقع رابطة كرة القدم اليابانية للمحترفين (اليابانية)
- ماكيتو يوشيدا على موقع قاعدة بيانات كرة القدم.إي يو (الإنجليزية)
- ماكيتو يوشيدا على موقع Soccerway.com (الإنجليزية)
- ماكيتو يوشيدا على موقع عالم كرة القدم.نت (الإنجليزية)
- ماكيتو يوشيدا على موقع كووورة